# 台湾党参
台湾党参（学名：Codonopsis kawakamii），也称玉山山奶草，是桔梗科党参属的植物，为台灣的特有植物。分布于台灣本島，生长于海拔2,500米至3,000米的地区，一般生长在山地草坡，目前尚未由人工引种栽培。